# Alberghetto II. Manfredi

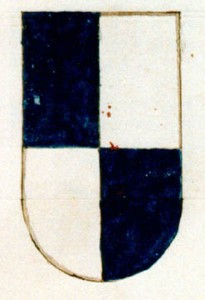
Wappen der Familie Manfredi

Alberghetto II. Manfredi, auch Alberghettino Manfredi genannt († 18. November 1329 in Bologna) war ein italienischer Adliger, dessen Vater Francesco I. Manfredi sich zum ersten Signore von Faenza und Imola gemacht hatte, jedoch 1327 auf Druck des päpstlichen Legaten auf seine Herrschaft verzichten musste. Alberghetto war jedoch nicht bereit, auf die Herrschaft zu verzichten, unternahm einen vergeblichen Putschversuch gegen seinen Vater, bemächtigte sich dann der Stadt Faenza, hielt sich als 2. Signore jedoch nur knapp ein Jahr, verstrickte sich anschließend in hochpolitische Intrigen gegen den päpstlichen Legaten und wurde schließlich wegen Hochverrats enthauptet.

## Herkunft
Alberghetto II. Manfredi stammte aus dem Adelsgeschlecht der Manfredi, das möglicherweise langobardischer Herkunft war, das sich auf eine deutsche Herkunft berief, einen deutschen Wahlspruch führte: „Wenn ich mach“ und das seinen Familiennamen von Manfredo di Guido ableitet, der einer der angesehensten Patrizier der Stadt Faenza war, als er vor dem 7. Mai 1050 verstarb. Hundert Jahre später war die Familie der Manfredi so angesehen, dass sie 1164 Kaiser Friedrich I. Barbarossa (1155–1190) bei seinem Besuch in Faenza in ihrem Palazzo beherbergen konnte. Die Familie beherrschte mit kurzen Unterbrechungen die Stadt Faenza und ihren Jurisdiktionsbereich von 1313 bis 1503.
Der Vater von Alberghetto Manfredi war Francesco I. Manfredi (* um 1260; † 29. Mai 1343 in Faenza), dem es als Anhänger der Partei der papsttreuen Guelfen nach langwierigen Machtkämpfen mit Parteigängern der kaisertreuen Ghibellinen – unter anderem direkten Rivalen in Faenza – gelungen war, sich von 1313 bis 1327 und von 1340 bis 1341 zum Herren von Faenza und von 1319 bis 1327 zum Herren von Imola zu machen. Er begründete damit die Herrschaft seiner Familie über die Stadt Faenza, die sich mit kurzen Unterbrechungen von 1313 bis 1501 erstreckte.
Die Mutter Alberghettos war Rengarda Malatesta († vor 1311), eine Tochter von Malatesta da Verucchio, des Herren von Rimini (1295–1312) und dessen Gemahlin, Concordia dei Pandolfini. Diese war eine Tochter des Ser Pandolfino Pandolfini di Rinuccio aus Signa (* um 1200; † um 1270), der 1260 an der Schlacht von Montaperti teilgenommen hatte (in der das ghibellinische Siena das guelfische Florenz besiegte) und ab 1269 Notar zu Florenz war.

## Leben

### Jugend
Alberghetto Manfredi wurde als ältester Sohn seiner Eltern Ende des 13. Jahrhunderts geboren. Er erlebte in seiner Jugend die permanenten Fehden mit der rivalisierenden Patrizierfamilie der Accarisi in Faenza ebenso wie die mehrfachen Vertreibungen aus der Stadt. Als es schließlich seinem Vater durch Ausnützung einer günstigen politischen Situation gelang, sich 1313 zum Capitano del Popolo und 1319 zum unabhängigen Herren von Faenza und von Imola zu machen, verstand er dies wohl als angemessene Entschädigung für die von der Familie geführten Kämpfe sowie für die erlittenen Rückschläge und Vertreibungen.
Von seinem Vater erhielt er aus dessen umfangreichem Landbesitz um 1320 zur Ausstattung die Güter Marradi (in der Provinz Florenz) und Biforco sowie Anteile von Calamello, Cavina, Cerfognano, Montemaggiore di Predappio (in der Provinz Forlì-Cesena) und Fornazzano. Nachdem die Herrschaft seines Vaters vom päpstlichen Legaten, Robert von Anjou (* 1278; † 20. Januar 1343), König von Neapel (1309–1349), der von 1310 bis 1318 päpstlicher Legat (Statthalter) „in temporalibus“ (d. h. in weltlichen Angelegenheiten) in der Romagna war, toleriert und damit zumindest indirekt anerkannt worden war, war er überzeugt, dass es damit seiner Familie wie so vielen anderen gelungen war, sich zum Herren einer unabhängigen Herrschaft unter der nominellen Oberhoheit des Papstes zu machen. Als ältester Sohn konnte er darüber hinaus damit rechnen, auf seinen Vater als zweiter Herr von Faenza und Imola nachzufolgen. Diese Hoffnung sollte sich in gewisser Weise, jedoch nicht so erfüllen, wie Alberghetto es wohl erwartet hatte.

### Sorge um das Erbe
Alberghettos Erwartungen erlitten einen ersten Rückschlag im Jahre 1322, wo sich seine Hoffnung, die ganze Herrschaft seines Vaters zu übernehmen, dadurch zerschlug, dass sein Vater die Herrschaft über die Stadt Imola an seinen jüngsten Bruder Riccardo Manfredi übertrug und diesen zum permanenten Capitano del Popolo von Imola bestellte. Es blieb jedoch die Erwartung, die wichtigste unabhängige Herrschaft, nämlich die über Faenza, zu erhalten, eine Stadt, deren Anfänge sich in der Mythologie verlieren, die schon in der Antike wichtig war, da sie an der Kreuzung strategischer Verbindungswege – dem Fluss Lamone, der Via Salaria und der Via Aemilia – lag, die bereits im 12. Jahrhundert zu einer freien Gemeinde wurde, im Mittelalter der Spielball zwischen Guelfen und Ghibellinen war und die Zeiten überdauernd berühmt für ihre Fayencen ist, die ihren Namen der Stadt Faenza verdanken.

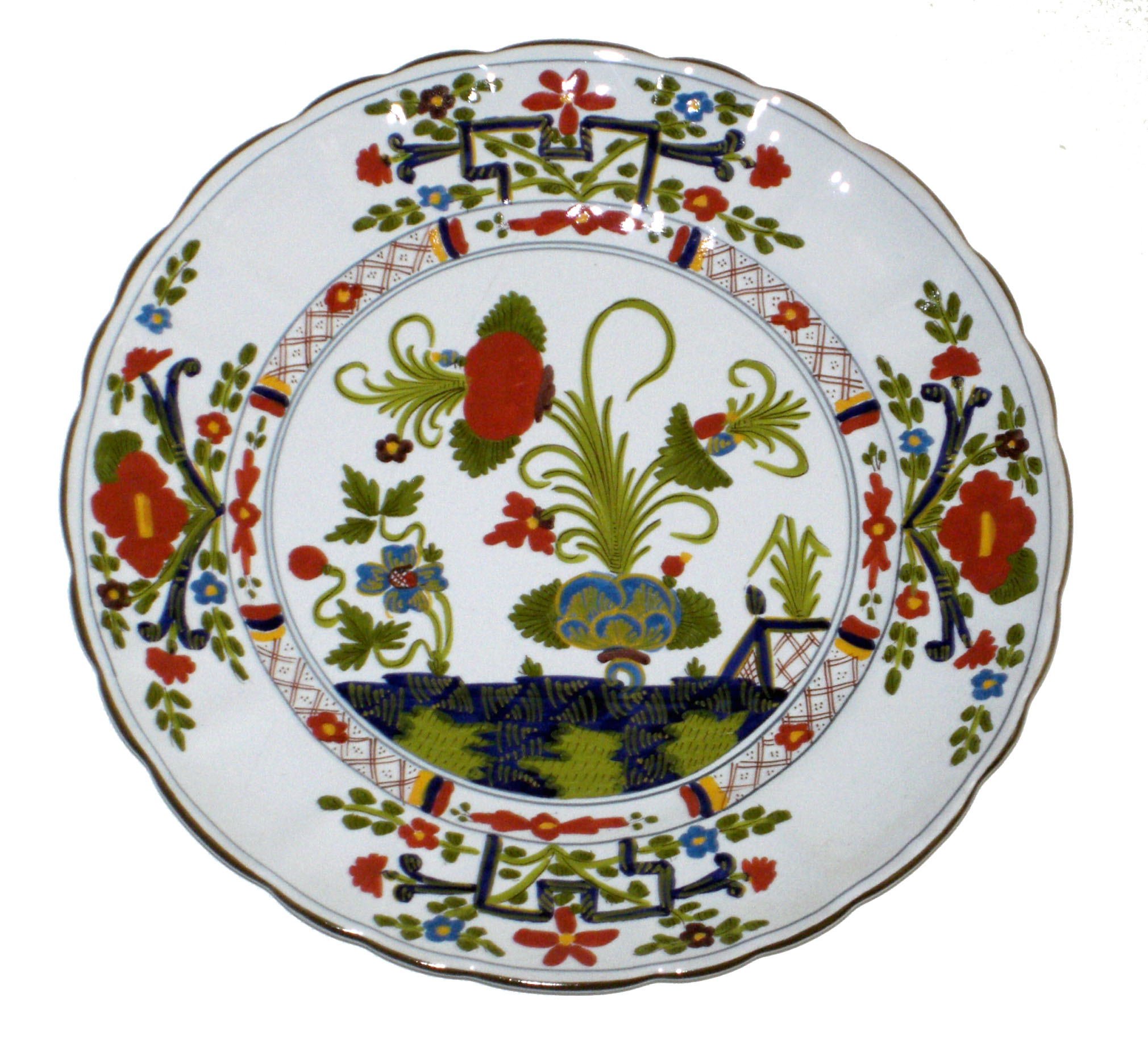
Teller im Dekorationsstil Garofano (Nelke)
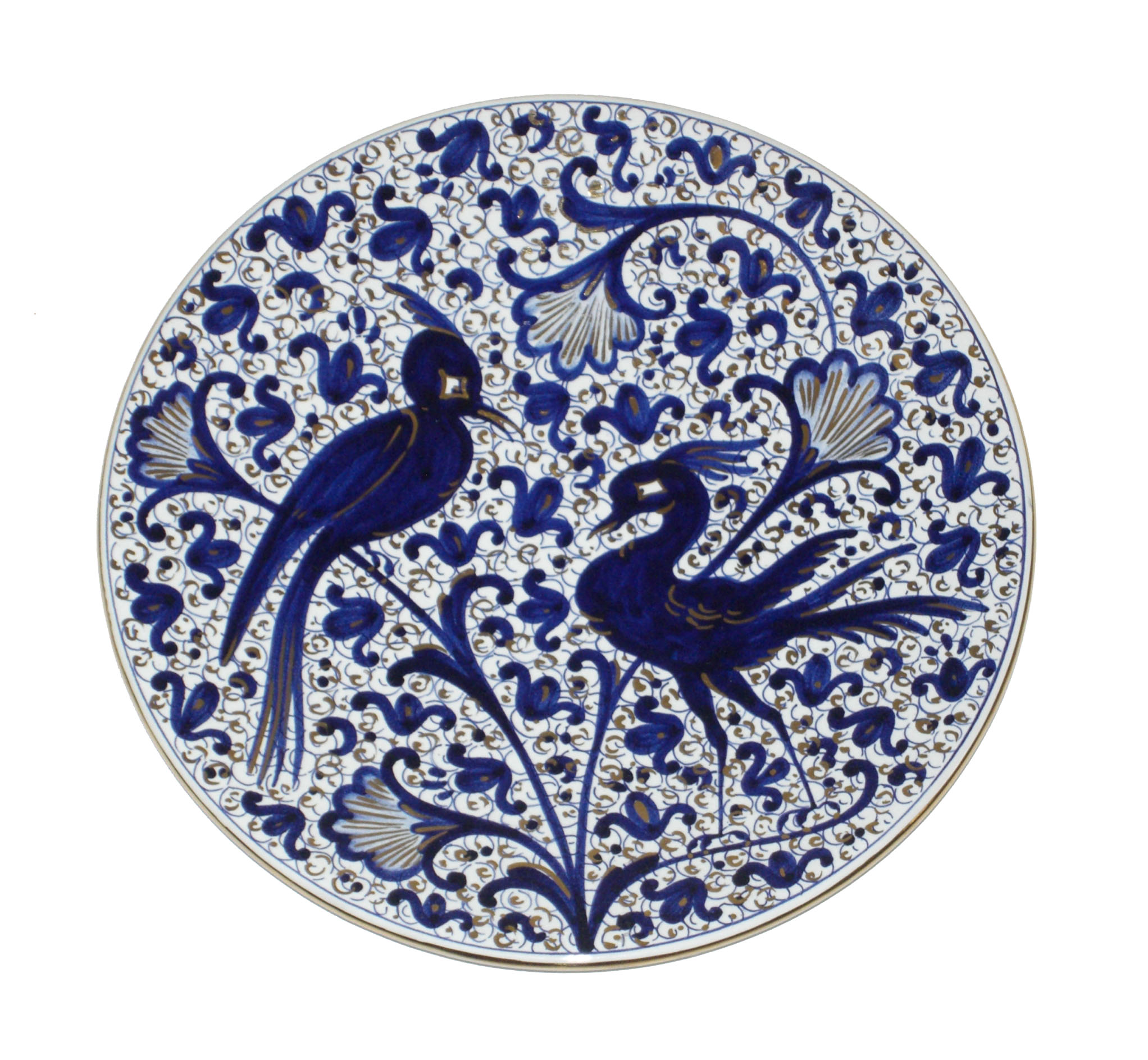
Teller im Dekorationsstil Melograno (Granatapfel)
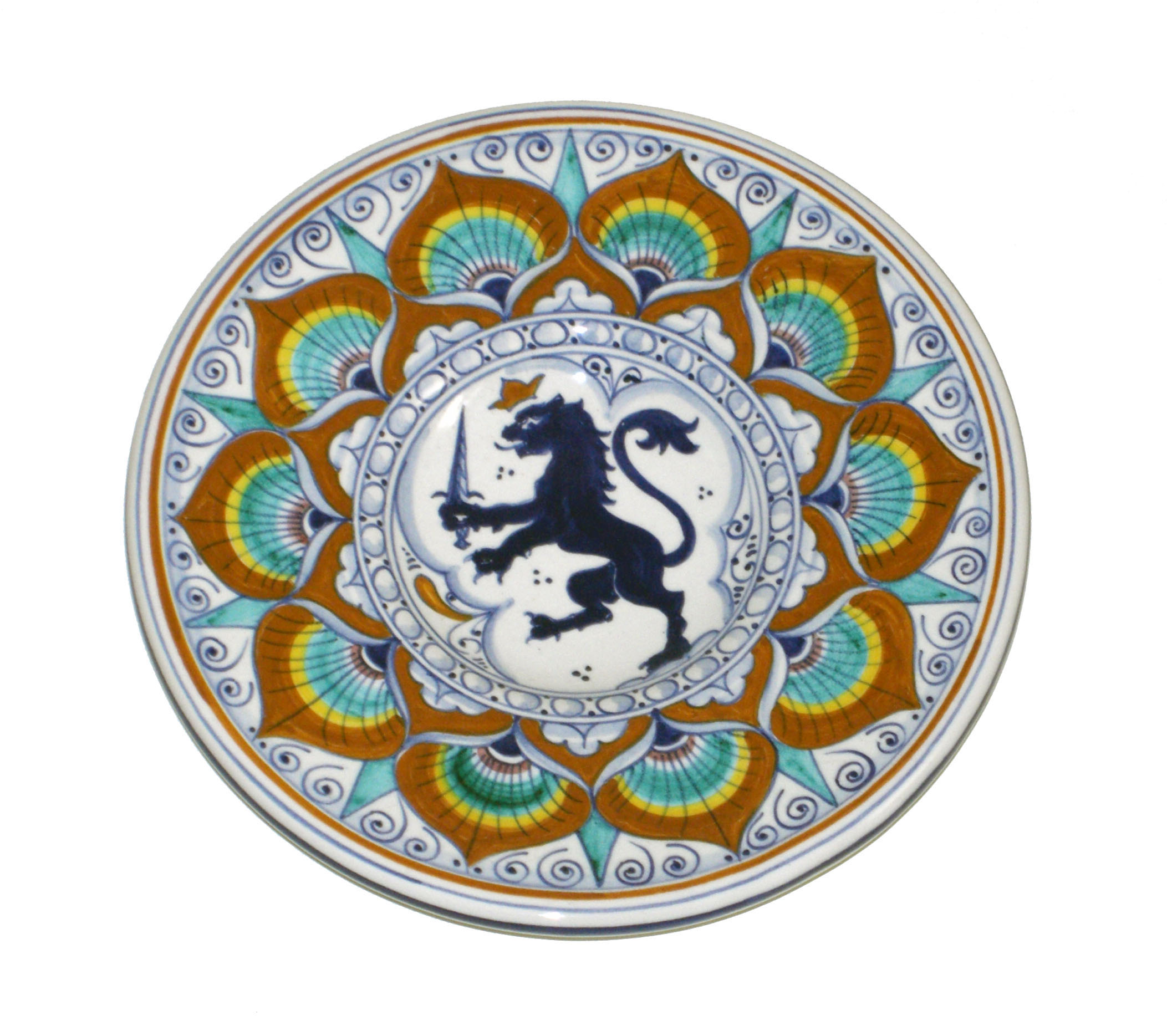
Teller im Dekorationsstil Penne di Pavone (Pfauenfedern)

Die zu Alberghettos Zeit herrschenden politischen Entwicklungen in Italien gaben jedoch Anlass zur Sorge, dass auch diese Herrschaft bedroht sein könnte. Der seit Jahrhunderten andauernde Kampf zwischen Kaiser und Papst um die Herrschaft in Italien war noch keineswegs ausgestanden, sodass sich weiterhin regional, in den Gemeinden und manchmal selbst innerhalb der Familien deren Anhänger – die Ghibellinen und die Guelfen – feindlich gegenüberstanden. Hinzu kam die Verwirrung des Großen Abendländischen Schismas, wo in kaum durchschaubarer Weise zumindest zwei Päpste zugleich die Herrschaft und den Gehorsam beanspruchten, sich gegenseitig bannten und durch ihre Anhänger Stellvertreterkriege führen ließen, die Italien verwüsteten.
Hinzu kam ein Doppelkönigtum im Heiligen Römischen Reich, das von 1314 bis 1330 dauerte, da sich 1314 neben Ludwig dem Bayern (* 1281/82; † 1347) auch Friedrich der Schöne (* 1289 in Wien; † 1330), Herzog von Österreich, sich als gewählt betrachteten.
Für das Schicksal von Alberghetto und von Faenza bedeutsam war die Italienpolitik von König Ludwig IV., der in offenem Streit mit Papst Johannes XXII. (Jacques Arnaud Duèze) war, der von Avignon aus von 1316 bis 1334 regierte und ihm nicht nur die Anerkennung verweigerte, sondern ihn mit Ketzerprozessen überzog.
Um seine Rechte in Italien zu vertreten, ernannte König Ludwig IV. 1314 Matteo I. Visconti (* 1250; † 1322), den Herren von Mailand, zum Statthalter des Reiches in der Lombardei. Diesem gelang es zwischen 1314 und 1316 in einer beeindruckenden Militäraktion, u. a. die Städte Pavia, Alessandria, Tortona, Vercelli, Parma und Piacenza zu erobern. Papst Johannes XXII. ernannte im Gegenzug im Jahre 1319 seinen Neffen, den Sohn seiner Schwester Kardinal Bertrand du Pouget (italienisch: Bertrando del Poggetto, * um 1280; † 1352), zum päpstlichen Statthalter in Norditalien, der diese Funktion von 1319 bis 1334 ausübte. Der Legat zeigte trotz seiner kirchlichen Würden eine strategische Begabung, die der des Matteo I. Visconti noch überlegen war, da es ihm gelang, diesem zwischen 1320 und 1327 die Städte bzw. Provinzen Asti, Pavia, Piacenza, Parma und Reggio nell’Emilia zu entreißen.
Für die Manfredi, die traditionell führende Mitglieder der papstfreundlichen Guelfen waren, war dies ein Grund zur Freude und eine Beruhigung, da damit auch auf lokaler Ebene die Gefahr einer Verdrängung durch kaiserfreundliche Ghibellinen gebannt war.
Weniger beruhigend war hingegen, dass Kardinal du Pouget im Namen des Papstes darauf bestand, die direkte Kontrolle über die verschiedenen Stadtstaaten zu übernehmen, und damit die Fortsetzung der mehr oder weniger angemaßten Herrschaft lokaler Herren und Tyrannen in Frage stellte.
Bedenklich wurde die Situation für die Manfredi erst, als sich Kardinal du Pouget nach der Regelung der offenen Fragen in der Lombardei nach Süden wandte, um auch die Romagna wieder unter die direkte Kontrolle der Kirche zu bringen. Der Legat beschloss daher, Bologna zu erobern, was sich jedoch als unnötig erwies, da die Stadt, die traditionell guelfisch gesinnt war, dem päpstlichen Legaten die Tore öffnete und ihn bei dessen feierlichem Einzug in die Stadt am 3. Februar 1327 mit Freuden willkommen hieß.
Dass sich die Absichten des Kardinallegaten in Bologna nicht darauf beschränkten, Frieden zu predigen und Gläubige zu segnen, konnten die Manfredi und andere selbsternannte Feudalherren spätestens daran erkennen, dass der Legat sofort nach seiner Ankunft in Bologna mit dem Bau einer mächtigen Stadtburg, dem Castello di Porta Galliera, begann und seine Truppen nicht entließ, sondern verstärkte.

### Verzicht des Vaters auf die Herrschaft
Die Familie Manfredi war sich natürlich dessen bewusst, dass ihre Herrschaft auf faktischer Macht, nicht jedoch auf legalen rechtlichen Grundlagen – etwa einer formellen Belehnung durch den Papst – beruhte, dass daher angesichts der Entschlossenheit – und der Truppenstärke – des Legaten das Ende dieses Zustandes absehbar war. Francesco I. Manfredi, erster Herr von Faenza und Imola seines Hauses, war seinem Charakter nach kein Krieger, sondern ein geschickter Politiker mit Augenmaß. Er hatte es verstanden, seine Herrschaft durch geschicktes Taktieren und Flexibilität sowohl gegenüber seiner Obrigkeit als auch gegenüber seinen Untertanen aufzubauen. Er erkannte, dass ein militärischer Widerstand gegen die Armee der kampferprobten Kardinallegaten aussichtslos wäre, und entschloss sich daher, eine Taktik zu wählen, die nicht nur eine Konfrontation vermied, sondern auch die Chance umfasste, seine Herrschaften letztlich behalten zu können: Diese bestand darin, sich dem Legaten als Vertreter des Papstes unter Aufgabe der angemaßten Herrschaften zu unterwerfen, um sich damit als getreuer Sohn der Kirche zu erweisen und um – als bewährter Guelfe und damit Parteigänger des Papstes – die Herrschaften gegen eine angemessene Buße als Lehen der Kirche wiederzubekommen.
Alberghetto, der älteste Sohn und Erbe Francescos, sah dies hingegen als Illusion und taktischen Fehler: Die nach so vielen Kämpfen errungene Herrschaft dürfe keineswegs aufgegeben werden, da keine Chance bestehe, sie nachher jemals wieder zu erhalten. Nur wenn man die Herrschaften entschlossen verteidige, könne man erwarten, sie auch zu behalten. Seinen Vater konnte er trotz seiner Bemühungen nicht überzeugen.
Er tat sich mit anderen Heißspornen zusammen, um seinen Vater durch einen Putsch zu entmachten, die Abtretung der Herrschaft zu vermeiden und selbst die Verteidigung der Herrschaften in die Hand zu nehmen. Dieser Putschversuch misslang jedoch, sei es, dass die Planung oder die Durchführung mangelhaft war oder dass das Unternehmen verraten wurde. Alberghetto musste um die Vergebung seines Vaters bitten, der anschließend wie geplant zu Beginn des Jahres 1327 nach Bologna reiste, um als treuer Sohn der Kirche dem Legaten gegenüber auf die Herrschaft über Faenza und Imola zu verzichten.

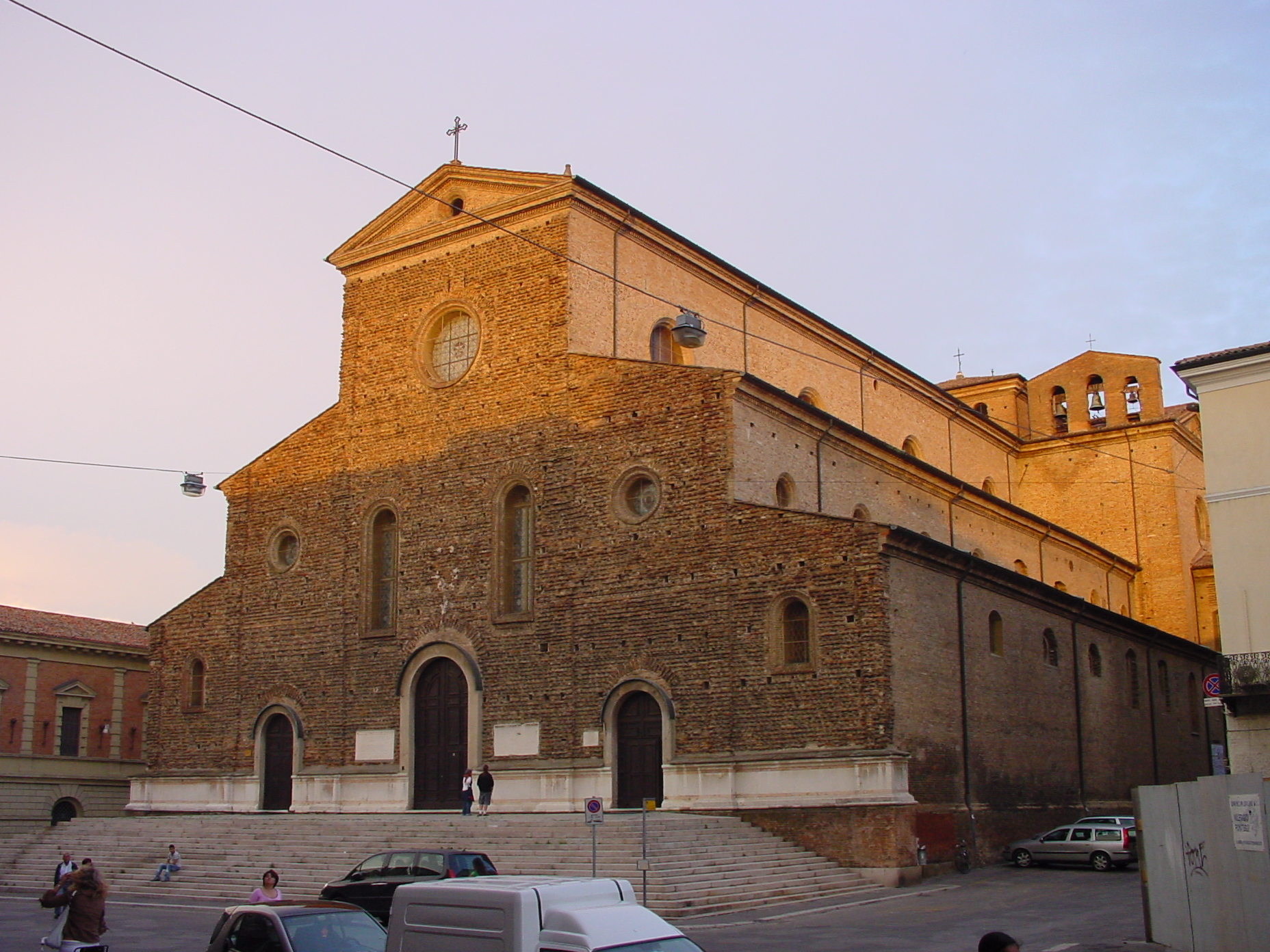
Duomo di San Pietro im Zentrum von Faenza
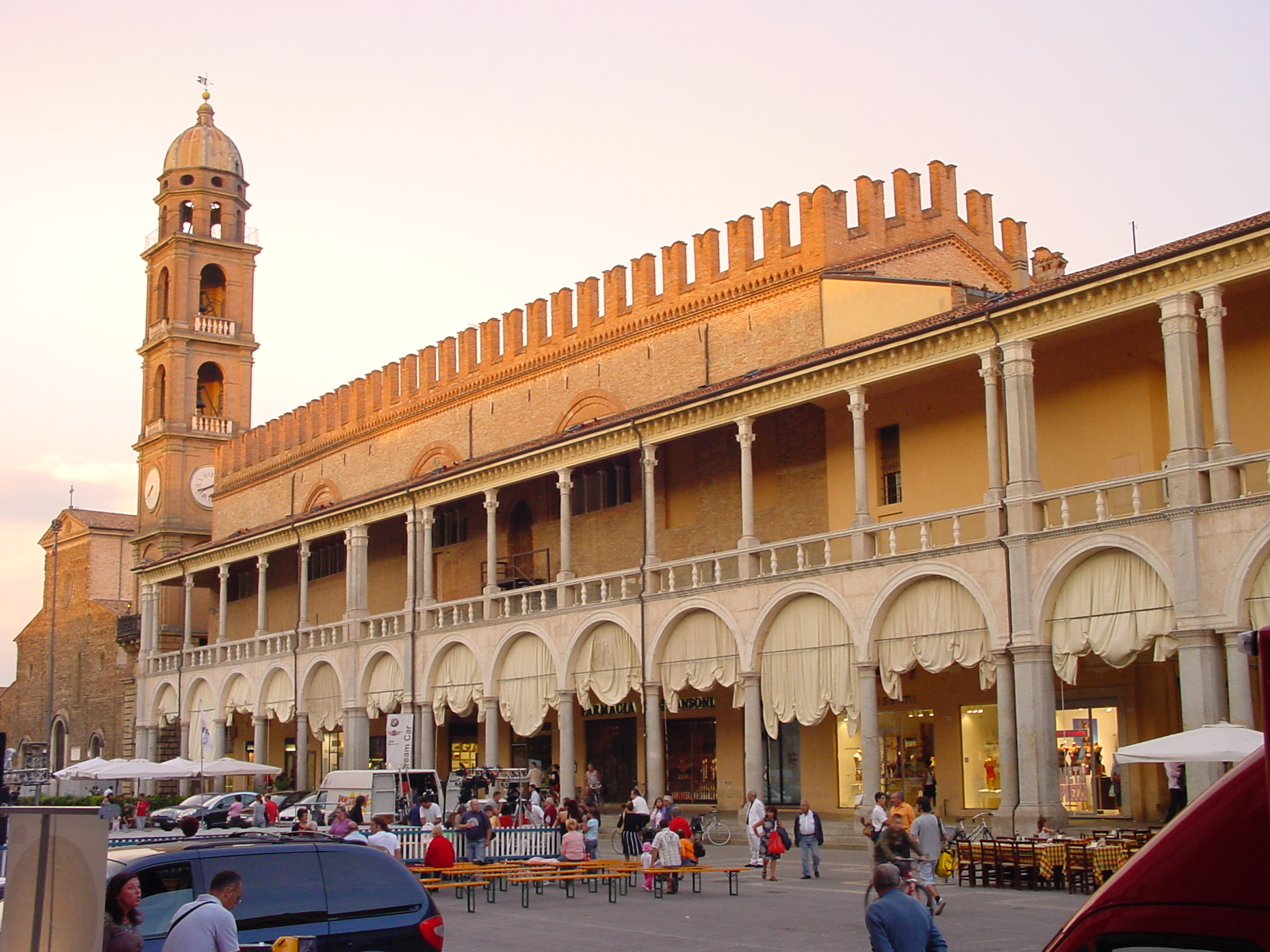
Arkadengänge in Faenza mit dem Palazzo del Podestà im Hintergrund

### Zweiter Herr von Faenza
Alberghetto Manfredi war jedoch trotzdem nicht bereit aufzugeben. Er begann mit anderen regionalen Herrenfamilien zu konspirieren, wie man sich der Einziehung der Herrschaften entziehen könnte. Die Lösung, die Alberghetto in Abstimmung mit anderen bedrohten Herrscherfamilien wie etwa den Grafen Guidi, den da Polenta und den Ordelaffi fand, war, die Stadt Faenza, die der direkten kirchlichen Herrschaft wenig gewogen war, dagegen zu mobilisieren, dort selbst die Herrschaft zu übernehmen und sich anschließend gemeinsam gegen die Truppen des Legaten zu verteidigen. Alberghetto gelang es tatsächlich, Faenza gegen die direkte Kontrolle durch die Kirche zu mobilisieren, mit Hilfe von Freunden und Verwandten die Kontrolle über die Stadt zu übernehmen und sich dort zum neuen Herren ausrufen und anerkennen zu lassen. Er wird daher als der zweite Herr von Faenza gezählt. Er verschanzte sich in der Stadt und trotzte verschiedenen Versuchen, ihn durch Verhandlungen oder Drohungen zur Aufgabe zu bewegen, und konnte so seine Herrschaft bis in das nächste Jahr aufrechterhalten. Im Juli des Jahres 1328 näherte sich jedoch ein großes päpstliches Heer – dem auch sein Vater und sein jüngerer Bruder Riccardo Manfredi angehörten – und begann die Stadt einzuschließen und zu belagern. Alberghetto verteidigte die Stadt fünfundzwanzig Tage lang verbissen, war jedoch angesichts der Übermacht schließlich gezwungen, am 23. Juli 1328 zu kapitulieren. Durch Fürsprache seines Vaters wurde er nachsichtig behandelt, zwar zunächst als Gefangener nach Bologna gebracht, jedoch bald darauf aus der Haft entlassen.
Auf der internationalen Bühne hatte gleichzeitig der römisch-deutsche König Ludwig der Bayer einen Italienzug unternommen und im Januar 1328 die Stadt Rom eingenommen. Dort ließ er sich in einem revolutionären Akt nicht vom Papst, der in Avignon residierte und ihn gebannt und zum Ketzer erklärt hatte, sondern vom Volk von Rom akklamieren und von dem greisen Senator Sciarra Colonna († 1329) am 17. Januar 1328 zum Kaiser des Heiligen Römischen Reiches krönen. Er erklärte am 18. April 1328 Papst Johannes XXII. wegen Häresie für abgesetzt und setzte Pietro Rainalducci, einen asketischen Franziskanerpater, als (Gegen-)Papst Nikolaus V. ein. Beide mussten jedoch aus Rom im August 1328 vor den Truppen fliehen, die der mächtigste Führer der Guelfen in Italien, Robert von Anjou (* 1278; † 1343), König von Neapel (1309–1343), nach Rom entsandt hatte.

### Dritter Putschversuch und Tod
Alberghetto hatte versucht, seinen Vater durch einen ersten Putsch zu entmachten, und war dabei gescheitert. Er hatte dann versucht, die Herrschaft über Faenza dauerhaft an sich zu bringen, und war auch dabei gescheitert. Trotz dieser Rückschläge war Alberghetto immer noch nicht bereit, auf Faenza zu verzichten. Er beschloss daher, diesmal sein Glück auf höchster politischer Ebene zu versuchen. Kaiser Ludwig IV. war noch im Lande und an Verbündeten interessiert. Alberghetto nahm daher zu Kaiser Ludwig dem Bayern Kontakt auf und unterbreitete diesem seinen Plan. Er würde ihm die Stadt Bologna öffnen und ihm damit das Zentrum der Ghibellinen ausliefern, wenn er, Alberghetto, dafür zum kaiserlichen Vikar von Faenza ernannt würde. Diese geheimen Kontakte blieben jedoch den Leuten des Legaten, die überall ihre Zuträger hatten, nicht verborgen. Alberghetto wurde daher verhaftet, nach Folter und Gefängnis als Hochverräter zur Todesstrafe verurteilt und schließlich am 18. Oktober 1329 in Bologna enthauptet.

## Ehe und Kinder
Alberghetto war mit Jacopa degli Ubaldini, einer Tochter des Grafen Giovanni degli Ubaldini, dem Herren von Palazzuolo sul Senio und Valmaggiore, verheiratet. Aus der Ehe mit seiner Frau stammen die folgenden Kinder:
- Giovanni Manfredi († vor 1389), Herr von Marradi, Montemaggiore, Biforco und Castiglionchio etc. Er wurde von seinem Onkel Riccardo Manfredi 1339 zum Ritter geschlagen und diente als Condottiere. Er war in erster Ehe mit Lisa Sanvitale, einer Tochter des Gian Quirico Sanvitale, dem Herren von Belforte und Podestà von Parma, und in zweiter Ehe mit Ne degli Ubaldini, einer Tochter des Grafen Maghinardo degli Ubaldini und der Antonia da Correggio, verheiratet.
- Bernardo Manfredi († nach 1332)
- Maddalena Manfredi, die 1337 Messer Biordo dei Bardi aus Florenz heiratete.
- Isabella Manfredi, die mit Ludovico da Barbiano, Conte di Cunio und Herr von Massa Lombarda (in der Provinz Ravenna), verheiratet war.